# Dendlreith
Dendlreith ist eine Streusiedlung in der Marktgemeinde Waldhausen im Strudengau in Oberösterreich.
Die Streusiedlung befindet sich nordöstlich des Ortes Waldhausen und nordöstlich von Schloßberg. Sie besteht aus einer größeren Ortslage und zahlreichen Einzelgehöften. Während das kompakte Siedlungsgebiet im Süden des Ortes nahe dem Badesee Waldhausen liegt, finden sich nach Norden zu den niederösterreichischen Gemeinden Dorfstetten und Sankt Oswald hin die zahlreichen Einzellagen.
Die Geschichte des Ortes ist eng verknüpft mit dem Stift Waldhausen, das mehrmals zerstört und 1792 aufgehoben wurde.
Bis ins Jahr 2020 war Dendlreith als Ortschaft ausgewiesen.